# Dnister (Umweltprojekt)
Das ukrainisch-deutsche Projekt Dnister ist eine langfristige Zusammenarbeit zwischen ukrainischen und deutschen Wissenschaftlern zur Lösung der Umweltprobleme des Oberen Dnister. In der zuletzt durchgeführten Phase wurde das Projekt „Transformationsprozesse in der Dnister-Region (Westukraine)“ genannt. Das Projekt wurde von der UNESCO, dem Bundesministerium für Bildung und Forschung (BMBF) und dem Ministerium für Naturschutz der Ukraine gefördert (BMBF funding № 399699B). Die technische und organisatorische Unterstützung des Projektes leisteten zunächst die Philipps-Universität Marburg, später die Technische Universität Dresden, sowie auf ukrainischer Seite das Institut für die Ökologie der Karpaten (Ukraine).
In der gemeinsamen Arbeit der ukrainischen und deutschen Wissenschaftler wurden interdisziplinäre Studien des Oberen Dnjestr-Beckens und seiner Nebenflüsse von den Quellen bis zur Mündung des linken Nebenflusses Koropets durchgeführt, um Empfehlungen für eine schonende Nutzung der natürlichen Ressourcen abzuleiten. Im Zentrum stand hierbei das Ziel, nachhaltige und effektive Flächennutzungskonzepte für die Region zu entwickeln. Die Ergebnisse der Forschungsarbeiten wurden unter anderem im Buch „Transformation processes in the Western Ukraine“ veröffentlicht.

## Hintergrund und Entstehungsgeschichte des Projektes
Seit dem Jahr 1988 arbeitete am namensgebenden Fluss des Projektes die gleichnamige internationale, ökologische und kulturelle Expedition „Dnister“. Im Jahr 1993 äußerte Stephan Niemeier, damals Biologie-Student an der Philipps-Universität Marburg, den Wunsch im Expeditionsteam mitzuwirken, um die Arbeit der Expedition kennenzulernen.
Niemeier fand Gefallen an der Dnister-Expedition. Nach Hause zurückgekehrt informierte er Professor Harald Plachter über die Arbeit der ukrainischen Forscher. Professor Plachter entschied sich dafür, zukünftig Studenten seines Fachgebietes Naturschutz (Fachbereich 17 – Biologie, Philipps-Universität Marburg) an den Dnister zu entsenden. Im Sommer 1993 reisten erstmals fünf Studenten aus Marburg in die Ukraine. Sie brachten Ausrüstung für hydrologische Studien des Dnister mit. Die Ergebnisse wurden in einem Bericht dokumentiert, dessen wissenschaftliche Güte von Plachter positiv beschieden wurde. Im Folgejahr beteiligte sich eine Studentengruppe des Lehrstuhles von Ute Kampwerth von der Albert-Ludwigs-Universität Freiburg an der Expedition. Sie betonte danach die hervorragende Möglichkeit, im Dnister-Tal vergleichsweise ursprüngliche ökosystemare Zustände untersuchen zu können. Wichtig war und ist hierbei auch, dass deren wissenschaftliche Untersuchung Erkenntnisse für das naturschutzfachliche Management anthropogen geprägter Ökosysteme in Mitteleuropa liefern kann. Die Eindrücke Kampwerths zur Kenntnis nehmend, entschied sich Plachter dazu, die Möglichkeiten für eine Zusammenarbeit mit den ukrainischen Ökologen einer genaueren Überprüfung zu unterziehen.

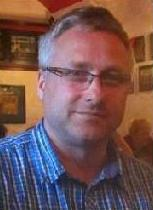
Stephan Niemeier

Im Herbst 1994 reiste er in die Ukraine und traf sich in Lwiw und Iwano-Frankiwsk mit ukrainischen Wissenschaftlern. Zudem besuchte er die Karpaten. Im Dezember des gleichen Jahres bat er Vertreter der Löwe-Gesellschaft in Lwiw Kontakte mit der ukrainischen Regierung herzustellen, um Möglichkeiten für eine ukrainisch-deutsche Zusammenarbeit zu schaffen. Diese Gesellschaft ermöglichte im Mai 1995 eine Konferenz für das in Planung befindliche Vorhaben. An dieser nahmen Mitarbeiter staatlicher Institutionen beider Länder teil. Die Teilnehmer der Konferenz sahen gute Potenziale für ein zukünftiges Wissenschaftsprojekt. Infolgedessen entschied sich die deutsche Seite dafür, das Vorhaben institutionell auf hoher internationaler Ebene bei der UNESCO anzusiedeln. Das eingereichte Forschungskonzept wurde durch die UNESCO überprüft und erfüllte deren hohe Standards für binationale Projektvorhaben. Zum Kurator des Projektes wurde Vefa Mustafayev ernannt, da dieser fließend Russisch und Englisch spricht. Hierdurch sollte die internationale Kontaktpflege vereinfacht werden. Da die UNESCO selbst nicht direkt mit Nichtregierungsorganisationen (NGOs) zusammenarbeitet, wurde dieses Aufgabenfeld staatlichen Wissenschaftsinstitutionen und Behörden der Ukraine übertragen.

## Die Anfänge des Vorhabens

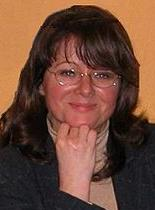
Mechthild Roth

Nachdem sich die Bundesregierung die Realisierung einer ukrainisch-deutschen Wissenschaftszusammenarbeit beschlossen hatte, konnte die erste Pilotphase des Projekts starten. Zunächst wurde festgelegt mit welchen Forschungsarbeiten begonnen wird und welche Ziel-Prioritäten hierbei gelten. Des Weiteren wurden die benötigten Organisationsstrukturen geschaffen. Die Gesamtleitung des Forschungsvorhabens wurde Plachter anvertraut. Er definierte mit seiner Arbeitsgruppe die Forschungsleitlinien und übergeordneten Ziele des Gesamtvorhabens. Als Projektkoordinator ernannte er Stephan Niemeier. Dieser organisierte die Arbeiten des Projektbüros in Lwiw, welches im Institut für die Ökologie der Karpaten angesiedelt wurde. Für die Führung des Projektes auf der ukrainischen Seite wurde ein Leitungsteam aufgestellt, dem Mykola Kozlovski, Valentyn Stetsyuk und Eleonora Zacharko angehörten.
Zwischenzeitlich hatte Kost’ Malinowski für eine kurze Zeit die wissenschaftliche Leitung inne. Danach und bis zum Abschluss des Projekts wurde diese Aufgabe Professor Josef Tsaryk anvertraut. 1999 übernahm Mechthild Roth auf deutscher Seite die Projektleitung. Als Koordinatoren des gesamten Forschungsvorhabens wirkten Philipp Kästli (Schweiz) und Ralph Nobis (Deutschland). Aufgrund der Komplexität wurde das Forschungsvorhaben in fachlich differenzierte Teilprojekte unterteilt. Diese verfassten Arbeitspläne mit detaillierter Darstellung der Forschungsziele und wie diese erreicht werden sollen. Hierzu wurden jeweils die räumlichen Bezugsräume definiert, detaillierte Zeitpläne erstellt und Zuständigkeiten festgelegt.

## Struktur des Projekts und Beteiligte
Das gesamte Forschungsvorhaben lief in drei Phasen ab. Auf ukrainischer Seite wurde das Vorhaben von folgenden Institutionen getragen: Institut für Ökologie der Karpaten (mit Sitz in der Stadt Lwiw), Nationale Iwan-Franko-Universität Lwiw, Nationale Forstuniversität Lwiw, Nationale Agraruniversität Lwiw, Nationale Technische Universität von Öl und Gas Iwano-Frankiwsk.

### Teilprojekte
- TP 1.1. Wissenschaftliche Koordination und Projektadministration. Teilprojektleiter: M. Roth, Technische Universität Dresden (TUD), Fachrichtung Forstwissenschaften, Institut für Forstbotanik und Forstzoologie, Lehrstuhl für Forstzoologie; J. Tsaryk, Ivan-Franko-Universität Lviv, Fakultät für Biologie.
- TP 1.2 Datenbanken & GIS
- TP 1.3 Relief und Boden. H. Brückner & M. Huhmann.
- TP 1.4 Klima. Das Klima des Oberen Dnister-Gebietes. Physisch-geographische Bedingungen und Landschaftsstruktur der Region des Oberen Dnister, Westukraine. B. Mucha, Nationale Iwan-Franko-Universität Lwiw.
- TP 2.1. Biotopkartierung. Teilprojektleiter Vasyl Tkatschyk. Hauptteilnehmer: V. Melnyk, N. Tkatschyk (Dmytertschuk), U. Lewtschyschyn.
- TP 2.2 Dörfliche Vegetation.
- TP 2.3 Brutvögel und Amphibien.
- TP 2.4.: Stoffliche Belastung. Teilprojektleiter: O. M. Adamenko.
- TP 2.5: Konzepte zur Sanierung von Fließgewässern. Teilprojekt-Leitung: Hans Wilhelm Bohle, Philipps-Universität Marburg, Fachbereich Biologie – Zoologie.
- TP 2.6. Hydrologie
- TP 3.1. Entwicklung der Landnutzung. Teilprojektleiter: P. Schtojko, die Teilnehmer: I. Kojnowa, R. Slywka.
- TP 3.2. Aktuelle Landschafts- und Landwirtschaftsstruktur sowie ihre durch Transformationsprozesse bedingten Änderungen in jüngster Zeit. Teilprojektleiter: Wilfried Endlicher. Wissenschaftliche Mitarbeiterin: Dipl.-Geogr. Barbara Bosch. Studentische Mitarbeiter: Vinzenz Mewis, Karsten Dippel, Tanja Zastrutzki, Steffi Lehmann.
- TP 3.4 Beweidungssysteme. Teilprojektleiter: H. Plachter; Wiss. Mitarbeiter. Rolf Satzger (Philipps-Universität Marburg, Fachbereich Biologie, Fachgebiet Naturschutz). Teilprojektleiter: J. Tsaryk, Wiss. Mitarbeiterin: Inna Tsaryk (Ivan-Franko-Universität Lviv, Fakultät für Biologie, Lehrstuhl für Zoologie).
- TP 3.5. Vegetationskundliche Untersuchungen zur Entwicklung naturnaher Waldnutzungskonzepte. Teilprojektleiter: P.A. Schmidt, Institut für Allgemeine Ökologie und Umweltschutz, Fachrichtung Forstwissenschaften, Technische Universität Dresden; M. Tschernjawskyj Ukrainische Staatliche Forsttechnische Universität Lviv (USFU). Mitarbeiter: Dipl. Forstwirt Thomas Glaser, Institut für Allgemeine Ökologie und Umweltschutz, Fachrichtung Forstwissenschaften, Technische Universität Dresden, P. Jaschtschenko, Institut für Karpatenökologie (IK), J. Henyk, USFU, S. Grydzhuk, USFU.
- TP 3.5 Bodenzoologische Beiträge zur Entwicklung naturnaher Waldnutzungskonzepte. Deutsche Auftragnehmer: Prof. Dr. M. Roth, A. Kohlert, Professur für Forstzoologie, Institut für Forstbotanik und Forstzoologie, TUD. Abteilung Forstwissenschaften. Ukrainische Auftragnehmer: M. Kozlovsky, I. Kaprus, W. Risun, IK.
- TP 3.6 Fischressource. Mitarbeiter: V. Lesnik & E. Korte.
- TP 3.7 Landnutzungsplanung. Teilprojektleiter: Prof. Dr. Giselher Kaule, Universität Stuttgart, Institut für Landschaftsplanung und Ökologie (US), M. Kit. Mitarbeiter: B. Holz (US), S. Pozniak.
- TP 3.8 Ökologische Grundlagen des Naturschutzes. Teilprojektleiter S.Stojko. Mitarbeiter: S. Stojko, K. Malinovski, K. Tatarinov.

## Organisation des Forschungsvorhabens
Für jeden Modellraum wurden typische Modellgemeinden festgelegt. Der Modellraum 1 (MR1) wurde den Karpaten zugeordnet und gliedert sich in zwei Teilräume. Der erste Teilraum (MR1A) beinhaltet die Modellgemeinden Busowysko und Werchnij Luzhok und liegt am Oberlauf des Dnister: Modellraum MR1A reicht etwa von der Stadt Turka bis zur Stadt Staryj Sambir. Am Oberlauf des Flusses Stryj befindet sich Teilraum MR1b, der etwa von der Quelle des Flusses bis zum Dorf Werchnie Synewydne reicht. Hierin liegen die Modellgemeinden Wolosianka und Jalynkuwate. In den Ausläufen der Karpaten – etwa vom Dorf Hordznia bis zur Stadt Mykolajiw – findet sich Modellraum MR2 mit den Modellgemeinden Dublany und Kolodruby. Für den dritten Modellraum (MR3) wurde das Koropets Flusstal gewählt. Für jeden Modellraum wurden GIS-Karten in Maßstäben von 1:10.000 bis 1:200.000 nach den Bedürfnissen der Teilprojekte angelegt. Die digitalen Karten bilden die Grundlage der GIS-Datenbank. Hierin befinden sich insbesondere Daten zu Biotopen, zur Waldverbreitung, Bodenkarten, sowie Kartierungsergebnisse zur Verbreitung von Tier- und Pflanzenarten, die im Roten Buch der Ukraine gelistet sind.